# 達里爾·斯塔比雷
老达里尔·尤金·斯塔比雷（英語：Darryl Eugene Strawberry Sr.，1962年3月12日—），前美國職棒大聯盟選手。

## 職業生涯
斯塔比雷1962年3月12日生於美國洛杉磯，高中時被譽為黑人版的泰德·威廉斯，1980年被紐約大都會隊以第一輪第1順位選中。1986年拿下明星賽全壘打大賽冠軍，同年效力的大都會拿下美國職棒世界大賽冠軍，並於1988及1990年兩度獲得銀棒獎。1990球季結束後與洛杉磯道奇簽下五年2225萬美金合約，可惜後來即受到運動傷害及藥物濫用之苦，成績每況愈下。
斯塔比雷生涯共擊出1,401支安打與335全壘打。

## 家庭
達里爾·史卓貝瑞是前NBA鳳凰城太陽隊球員D·J·斯塔比雷的父親。

## 外部連結
- 球員資訊和成績在MLB，Baseball-Reference，Fangraphs，The Baseball Cube，Baseball-Reference (Minors)（英文）
- 達人專欄 殞落的天才,大聯盟球員與毒品的糾纏 （页面存档备份，存于）

| 前任： Al Chambers | 大聯盟選秀狀元 1980年 | 繼任： Mike Moore |